# The Stage
Pour les articles homonymes, voir Stage (homonymie).
Albums de Avenged Sevenfold
Hail to the King
(2013) Life is But a Dream…
(2023)
Singles
1. The Stage
Sortie : 13 octobre 2016
2. God Damn
Sortie : March 21, 2017[1]

The Stage est le septième album studio du groupe américain de heavy metal Avenged Sevenfold. Il est sorti le 28 octobre 2016 via Capitol Records, leur première sortie via le label. C'est le premier album d'Avenged Sevenfold avec le batteur Brooks Wackerman, qui a rejoint le groupe fin 2014.

## Liste des pistes
| 1.    | The Stage                               | 8:32  |
| 2.    | Paradigm                                | 4:18  |
| 3.    | Sunny Disposition                       | 6:41  |
| 4.    | God Damn                                | 3:41  |
| 5.    | Creating God                            | 5:34  |
| 6.    | Angels                                  | 5:40  |
| 7.    | Simulation                              | 5:30  |
| 8.    | Higher                                  | 6:28  |
| 9.    | Roman Sky                               | 5:00  |
| 10.   | Fermi Paradox                           | 6:30  |
| 11.   | Exist (raconté par Neil deGrasse Tyson) | 15:41 |
| 73:35 |                                         |       |

## Personnel

### Avenged Sevenfold
- M. Shadows or Matt Sanders – chant principal
- Zacky Vengeance or Zachary Baker – guitare rythmique, chœurs
- Synyster Gates or Brian Haner Jr. – guitare solo, chœurs, guitare classique sur "The Stage"
- Johnny Christ or Jonathan Seward – basse
- Brooks Wackerman – batterie